# Nassaraua (Nassaraua)
Nassaraua ou Nasaraua (em haúça: Nassarawa) é uma cidade e área de governo local da Nigéria situada no estado de Nassaraua. Compreende área de 5 704 quilômetros quadrados e segundo censo de 2006 havia 189 835 habitantes.